# 要冷蔵
要 冷蔵（かなめ れいぞう、1962年2月3日 - ）は、日本の俳優。大阪府出身。劇団往来所属。本名は竹沢 敦史。

## プロフィール
- 劇団往来座長。
- 京都産業大学経済学部卒業。
- 関西芸術座演劇研究所卒業。
- 1985年に行われた劇団往来旗揚げ公演よりフル出演。
- 芸名の由来は、演出家鈴木健之亮に芸名を付けろと言われ悩んでるときに、のどが渇いて牛乳を飲んだらそこに要冷蔵と書いてありそれを芸名にした。
- 阪神タイガースの大ファン。

## 出演

### 舞台（自主公演以外）
- F.W.F日本三文オペラ（京橋テント芝居）
- 新劇団協議会プロデュース公演陽だまりの樹（中座）
- 秋田實物語
- ストップ・エイズ・クリスマス・ミステリーシアター
- ゴビ砂漠殺人事件（日韓公演）

### 映画
- 秋深き（2006年）
- ブラック・レイン
- 大阪の章二くん
- 四十七人ノ刺客

### ドラマ
- 暖流（毎日放送）
- お江戸吉原事件帖（テレビ東京）
- 大阪で生まれた女やさかい（NHK）
- 連続テレビ小説（NHK）
  - ほんまもん
  - てっぱん - 医者 役
  - カーネーション
  - ごちそうさん
  - あさが来た
  - べっぴんさん
  - わろてんか[1]
  - まんぷく - 瀬沢吾郎 役
  - カムカムエヴリバディ - 弓岡中学野球部の監督　役
  - ブギウギ - 医者 役
- 土曜ワイド劇場ラーメン刑事「龍」の殺人推理ラーメン刑事VS讃岐うどん婦警（朝日放送） - 宇野浩二 役
- 新・いのちの現場から（毎日放送）
- いのちの現場からII（毎日放送）
- 婚姻関係（毎日放送）
- ひとりじゃないの（毎日放送）
- シンシア〜介助犬ものがたり（毎日放送）
- 閻魔堂沙羅の推理奇譚 第3回、第4回（2020年11月14日、21日、NHK総合） - 澤木明嵩 役

### ラジオドラマ
- FMシアター（NHK-FM）
  - 『ともに帰らん』（2016年8月6日）[2] - サマーズ弁護士 役

### レポーター
- 宝塚市民まつり（サンテレビ）